# (36153) 1999 RF201
1999 RF201 (asteroide 36153) é um asteroide da cintura principal. Possui uma excentricidade de 0.22588310 e uma inclinação de 11.88533º.
Este asteroide foi descoberto no dia 8 de setembro de 1999 por LINEAR em Socorro.